# Nikolaus Kahles
Nikolaus Kahles (ur. 13 września 1914, zm. 14 listopada 1947 w Landsberg am Lech) – zbrodniarz hitlerowski, SS-Schütze i strażnik w KL Mühldorf, podobozie obozu koncentracyjnego Dachau.
Obywatel rumuński narodowości niemieckiej. Członek Waffen-SS od 29 maja 1943. W sierpniu 1944 roku został skierowany do służby w podobozie KL Dachau-Mühldorf. Pełnił funkcję strażnika, także podczas ewakuacji obozu, która rozpoczęła się 26 kwietnia 1945 roku. Kahles zastrzelił wówczas przynajmniej kilkunastu więźniów.
Osądzony przez amerykański Trybunał Wojskowy w Dachau (wraz z innymi esesmanem Stefanem Krechem) w dniach 16–18 czerwca 1947 roku. Nikolaus Kahles skazany został na karę śmierci przez powieszenie i stracony w więzieniu Landsberg w połowie listopada 1947 roku.